# SOR EBN 8
A SOR EBN 8 a SOR Libchavy cég 8 méteres elektromos városi busza. 2012 óta gyártják.

## Leírás
Az utastéren belül STER 8MA műanyag textilborítású ülések találhatóak 2+2 elrendezésben. Az összes ülés az emelt padlózaton található. A padló és az oldalsó rész csúszásgátló burkolattal van ellátva. A lefoglalt helyek meg vannak különböztetve egymástól kék színben. A vezető egy az utastértől elzárt kabinban tartózkodik. A belső világítást LED-csövekkel ellátott mennyezeti lámpák biztosítják. A belső szellőzést az oldalsó ablakok zárható csúszó részei és egy hátsó mennyezeti ventilátor biztosítja. A nyári időszakban a belső térben lévő meleg elvezetését egy klímaberendezés biztosítja a járműben. A beltéri és kültéri kamerarendszer jobb betekintést biztosít a járművezetőnek a jármű körül és azon belül. A buszon egy BUSE DOT-LED információs panel található, amely információkkal szolgál az utasok számára az adott járatról, illetve még egy hangosbemondó is található a buszon, amelyen keresztül a járművezető a következő megálló nevét mondja be. Az utasok Internetkapcsolata Wi-Fi hozzáférési ponton keresztül biztosított, és lehetővé teszi az utasok számára a mobileszközök töltését az USB csatlakozók révén.